# Bhīldi
Bhīldi är en ort i Indien.   Den ligger i distriktet Banās Kāntha och delstaten Gujarat, i den västra delen av landet, 700 km sydväst om huvudstaden New Delhi. Bhīldi ligger 112 meter över havet och antalet invånare är 5 000.
Terrängen runt Bhīldi är platt. Runt Bhīldi är det tätbefolkat, med 369 invånare per kvadratkilometer. Närmaste större samhälle är Dīsa, 19,1 km öster om Bhīldi. Trakten runt Bhīldi består till största delen av jordbruksmark.